# ۳۷۶ (میلادی)
۳۷۶ (میلادی) سیصد و هفتاد و ششمین سال تقویم میلادی است.

## درگذشتگان
- ۱۰ آوریل - بادیمس، قدیس ایرانی کشته شد و توسط کلیسا به عنوان قدیس شناخته شد.

‎